# 最终幻想IV The After -月之归还-
《最终幻想IV The After -月之归还-》是一款由Matrix Software和史克威尔艾尼克斯合作開發的電子角色扮演遊戲，为1991年史克威尔公司游戏《最终幻想IV》的後傳。遊戲最初于2008年在日本手機平臺發行。2009年在北美、欧洲和日本WiiWare平台发布强化移植版。2011年，本作与《最终幻想IV》捆绑在一起作为PlayStation Portable游戏《最終幻想IV 完美收藏輯》发售，其中另收錄衔接原作与本作剧情的全新游戏《最终幻想IV 间奏》。遊戲於Android和iOS平台發行3D重製版。為適應歐美版標題，日本WiiWare移植版和PlayStation Portable合輯的遊戲名改為《最终幻想IV The After Years -月之归还-》。
《月之歸還》設定於《最終幻想IV》17年之後，遊戲講述了原作角色及其子女的故事，每一篇章都有新的反派，設定了一連串威脅藍星命運的神秘事件。游戏大量使用本传的资源、地点与游戏机制，然而作品采用了更高质量的角色图像，并加入了一些新的游戏系统。

## 游戏玩法
《最终幻想IV The After -月之归还-》使用了《最终幻想IV》的多数游戏机制，包括随机遇敌和《最终幻想IV》起用的即时战斗（ATB）系统。游戏同时保留了WonderSwanColor版和Game Boy Advance版的增强图像，同时游戏进一步将角色图标质量提高到《最终幻想VI》的水平。
战斗系统使用了乘坐“月龄”的新功能，其反映游戏中的月相，会随在旅馆休息或到游戏特定时间改变。月相会改变敌人和玩家双方的物理和魔法攻击力。一些罕见怪物也只会在某些月相中出现。类似于《时空之轮》的双人或三人技能，游戏也引入了叫做“团队”的联合攻击方式。玩家可分别调整两个或更多角色的命令，来合作发动单一攻击，联合技能会消耗参与全员的MP。联合技能非常强大，游戏有70多种联合技能。

## 情節

### 设定与角色
在《最终幻想IV》的情节最后，第二个月亮离开了蓝星的轨道，重建的达姆西安、艾伯伦和迷雾村度过了一段时间的和平，巴伦王国则由塞西尔和妻子罗莎治理。然而17年后，第二个月亮再次出现，并且比第一次更靠近蓝星，不变的水晶开始散发淡淡的光芒。但是人们不知道这些事件背后的含义。
前作中的大多数角色都回归游戏，《最终幻想IV》中一些非玩家角色也成为了玩家角色，此外还有一些新出现的角色。这些新角色包括：塞尔多亚，塞西尔和罗莎的儿子，巴伦的王子；“蒙面男”，穿着紫袍的流浪剑士，似乎很熟悉塞西尔之前的冒险；“谜之女”，可以召唤幻兽的反派角色，为了寻找水晶攻击了王国；“黑衣男”，有强大黑魔法能力，拒绝透漏过去的男子。故事情节以独立章节的形式开展，每隔约1个月发行一章，每章都以特定角色为主角。章节以悬念、伏笔、倒叙、非线性的方式展开，并以此展示游戏设定，并以此拓展蓝星上发生的神秘事件。在终章，所有角色将汇聚在一起，构成一个统一的故事，该章要比各角色的章节长。

### 剧情
在故事的开始，原作的角色发现了重现的第二个月亮。这让塞西尔和罗莎非常担心，他们想起了之前的磨难。在此同时，加入著名空军红翼的塞尔多亚，和红翼队员比格斯与维奇一起。萨尔多亚是个胆怯的年轻人，他担心自己永远不能脱离父母的光环。在他测试的开始，他降落在一个山洞前，去取得骑士的纹章，获得后发现那是一只老鼠尾巴。维奇和比格斯解释说，测试的目的是表明他已经是一名成功红翼队员，只不过他需要证明给自己看。在红翼起飞后，游戏镜头切换到巴伦，在那里塞西尔、罗莎和希德正在从怪物的猛攻下保卫城市。在抵御几波攻击后，他们见到了一个神秘女。塞西尔叫希德保护罗莎的安全，而他去面对入侵者。神秘女召唤巴哈姆特击败了塞西尔。
与此同时，塞尔多亚乘坐的飞空艇也遇到了怪物。飞空艇坠毁后唯有塞尔多亚存活。在知道现在自己是最后的红翼后，他开始回家的漫长旅途。然而当他受到了一群怪物攻击而即将被杀时，一个蒙面男救了他。当两人向敏西迪亚前进时，游戏视角转到了试炼之山，在那里凯因正准备启程去巴伦。一路上，在神秘女子的要求下，他收集了风、地、火与水之水晶。最后他绑架了罗莎，称他打算杀死塞西尔，并将罗莎据为己有。在此时，塞尔多亚、蒙面男和吉尔伯特在塞西尔的王座前拦住了凯因。此时，蒙面男现身为凯因，而那个带走水晶与罗莎的凯因是他“黑暗的一半”。在他们决斗后，真正的凯因胜利并变成了圣龙骑士。在第一章的结束，凯因、塞尔多亚、罗莎和吉尔伯特继续赶路寻找塞西尔。
结局章以莉迪亚、卢卡和艾吉在地下世界乘飞艇开始。神秘的黑衣人突然出现，并控制飞空艇朝向巴伦。当一行人接近城堡时，他们目睹从第二个月亮上过来的陨石轰击了世界。他们到巴伦城堡，发现其被魔法力量的封印。四人在世界中寻找失踪的朋友，再次遇到神秘女，并找到莉迪亚失踪的幻兽。在打破神秘女对泰坦、希瓦、拉姆和伊芙利特的控制后，队伍进入了巴伦城堡，并发现正是塞西尔在威胁塞尔多亚、罗莎和凯因。在将神秘女对塞西尔的控制解除后，黑衣男说明他是塞西尔的哥哥高贝兹。到了这时，第二个月球更加接近了蓝星，一行人意识到必须设法阻止它。一行人乘坐月之鲸来到第二个月球，并降落在其深处。在降落过程中，他们遇到了几个其他最终幻想游戏中的头目。最终，他们遇到了塞西尔的黑暗面——黑暗骑士。当黑暗骑士被击败后，塞西尔恢复了光之力量。
当一行来到第二个月亮的最深处，他们发现原来神秘女不是唯一的。每个神秘女都是为找回水晶而被创造的人类。继续冒险中，他们遇到一个叫做造物主的实体。他称由于进化的失败，他的种族灭亡了。造物主决定，宇宙不应该充斥劣种，所以他创造了水晶，并将其送到各种世界，以此来检测每个星球的生命进程。他决定，没有以最大潜力进化的世界必须被销毁，这就是目前蓝星正在发生的。在击败了造物主后第二个月球开始崩裂。神秘女开始攻击他们的“父亲”，并击败了造物主，队伍得以逃脱。造物主死前感谢一行人击败了他，他表示对自己的行为有些后悔。一行人回到地球后，便返回地球恢复生活。塞西尔通知塞尔多亚，他将在凯因领导的红翼下服役。塞西尔还下令所有的巴伦飞空艇解除武装，并帮助其他王国恢复由第二个月球所造成的破坏。

## 開發
在發行任天堂DS重製版《最終幻想IV》不久之前，執行製作人時田貴司稱在監督重製版之時，他們還在探討創作一部後續情節，並討論創作一部新的行動電話作品。原作的編劇時田確定，以行動電話形式發行續作是個好方法，因為這讓玩家在玩完DS重製版後很快便能玩到該遊戲。透過以篇章形式發行遊戲，他也希望玩家能大概像日本動漫連載那樣，期待將來的篇章，而非一次完成遊戲的厭倦。
儘管遊戲觀感上和原版《最終幻想IV》大致相同，但其也加入了了新遊戲元素，前六部最終幻想遊戲的點繪師涩谷和子重新创作了新、高清的角色图像；天野喜孝重新绘制了插画；时田以前的同事，史克威尔艾尼克斯的分镜画师Akira Oguro设计了角色造型。尽管游戏使用了新的曲目，但其使用了大量以植松伸夫为原版《最终幻想IV》的作曲。
在手机版发行后，开发职员透露作品将在日本以外发行。2009年2月下旬，ESRB公布了Wii游戏作品《Final Fantasy IV: The After Years》的年龄分级，于是出现了游戏北美本地化版将以WiiWare形式销售的猜测。官方在2009年游戏开发者大会上确认了消息。史克威尔艾尼克斯还在欧洲注册了“The After Years”商标，这提示游戏也将在欧洲发行。随着官方网站的开设与PEGI分级的提供，该消息获证实。
WiiWare移植版在手机版基础上增强了图像，包括加大了屏幕分辨率、使用更清晰的菜单画面和字体，并改进了人物肖像。英文本地化版遵循了《最终幻想IV》DS重制版的先例，使用了相似的书写，并使用了相同的名称和术语的译名。英文版做了少许修改，包括为将塞尔多亚的官方人物图稿改为西方面容，并为减少衣着暴露而改动了个几个女性角色。

## 发行
游戏最初以《最终幻想IV The After -月之归还-》为题在日本手机市场发行，前两篇游戏“序章”和“塞尔多亚篇”同时在各个平台发行。之后八个追加篇章每隔约4周发行一个。之后还有一个半终章“集结篇 ‘月之引力’”，需要玩家完成追加的”凯因篇“。游戏终章分为前篇和后篇两部分。
2009年，游戏强化移植版通过WiiWare服务发行。虽然章节形式沿用了手机版，但发行方式变化了。玩家购买收录“序章”“塞尔多亚篇”和“凯因篇”的本篇，而附加篇章随后将以附加形式发行。倒数第二篇和分为两部分的本篇将一次发行。在两个版本中，玩家可以在游戏结束后储存设定和角色的状态、装备，并能继续探索各个篇章，并寻找新道具与完成新任务。本作游戏、《最终幻想IV》与新剧本《最终幻想 间奏》打包收录于PlayStation Portable合辑游戏《最终幻想IV 完美收藏辑》中，并于2011年发行。与《最终幻想IV》任天堂DS重制版风格相同的3D重制版游戏宣布于iOS和Android平台发行 。
| 主线故事                                        | 主线故事                                        | 主线故事               | 主线故事               | 主线故事               | 主线故事                                                         |
| ----------------------------------------------- | ----------------------------------------------- | ---------------------- | ---------------------- | ---------------------- | ---------------------------------------------------------------- |
|                                                 |                                                 |                        |                        |                        |                                                                  |
| 篇章                                            | 篇章                                            | 发布日期               | 发布日期               | 发布日期               | 发布日期                                                         |
| 篇章                                            | 篇章                                            | FOMA 903i / 703i       | au Win Brew            | SoftBank 3G            | WiiWare                                                          |
| "Prologue: Return of the Moon"                  | "Prologue: Return of the Moon"                  | - 日本：2008年2月18日  | - 日本：2008年5月15日  | - 日本：2008年11月4日  | - 北美：2009年6月1日 - 欧洲：2009年6月5日 - 日本：2009年7月21日  |
| "Ceodore's Tale: The Last of the Red Wings"     |                                                 | - 日本：2008年2月18日  | - 日本：2008年5月15日  | - 日本：2008年11月4日  | - 北美：2009年6月1日 - 欧洲：2009年6月5日 - 日本：2009年7月21日  |
| "Kain's Tale: Return of the Dragoon"            | "Kain's Tale: Return of the Dragoon"            | - 日本：2008年8月20日  | - 日本：2008年10月9日  | - 日本：2009年4月1日   | - 北美：2009年6月1日 - 欧洲：2009年6月5日 - 日本：2009年7月21日  |
| 可选场景                                        |                                                 |                        |                        |                        |                                                                  |
|                                                 |                                                 |                        |                        |                        |                                                                  |
| 篇章                                            | 篇章                                            | 发布日期               | 发布日期               | 发布日期               | 发布日期                                                         |
| 篇章                                            | 篇章                                            | FOMA 903i / 703i       | au Win Brew            | SoftBank 3G            | WiiWare                                                          |
| "Rydia's Tale: The Eidolons Shackled"           | "Rydia's Tale: The Eidolons Shackled"           | - 日本：2008年3月17日  | - 日本：2008年6月5日   | - 日本：2008年12月1日  | - 北美：2009年6月1日 - 欧洲：2009年6月5日 - 日本：2009年7月28日  |
| "Yang's Tale: The Master of Fabul"              | "Yang's Tale: The Master of Fabul"              | - 日本：2008年4月9日   | - 日本：2008年6月26日  | - 日本：2008年12月17日 | - 北美：2009年7月6日 - 欧洲：2009年7月10日 - 日本：2009年8月4日  |
| "Palom's Tale: The Mage's Voyage"               | "Palom's Tale: The Mage's Voyage"               | - 日本：2008年5月1日   | - 日本：2008年7月18日  | - 日本：2009年1月7日   | - 北美：2009年7月6日 - 欧洲：2009年7月10日 - 日本：2009年8月18日 |
| "Edge's Tale: The Pulse of Babil"               | "Edge's Tale: The Pulse of Babil"               | - 日本：2008年5月28日  | - 日本：2008年8月27日  | - 日本：2009年1月28日  | - 北美：2009年7月6日 - 欧洲：2009年7月10日 - 日本：2009年8月25日 |
| "Porom's Tale: The Vanished Lunar Whale"        | "Porom's Tale: The Vanished Lunar Whale"        | - 日本：2008年6月23日  | - 日本：2008年8月28日  | - 日本：2009年2月18日  | - 北美：2009年8月3日 - 欧洲：2009年8月7日 - 日本：2009年9月1日   |
| "Edward's Tale: Star-Crossed Damcyan"           | "Edward's Tale: Star-Crossed Damcyan"           | - 日本：2008年7月22日  | - 日本：2008年9月18日  | - 日本：2009年3月11日  | - 北美：2009年8月3日 - 欧洲：2009年8月7日 - 日本：2009年9月8日   |
| "The Lunarians' Tale: The Blue Planet That Was" | "The Lunarians' Tale: The Blue Planet That Was" | - 日本：2008年9月16日  | - 日本：2008年11月6日  | - 日本：2009年4月22日  | - 北美：2009年8月3日 - 欧洲：2009年8月7日 - 日本：2009年9月15日  |
| 最终结局                                        |                                                 |                        |                        |                        |                                                                  |
|                                                 |                                                 |                        |                        |                        |                                                                  |
| 篇章                                            | 篇章                                            | 发布日期               | 发布日期               | 发布日期               | 发布日期                                                         |
| 移动电话                                        | WiiWare                                         | FOMA 903i / 703i       | au Win Brew            | SoftBank 3G            | WiiWare                                                          |
|                                                 | "The Crystals: The Planet Eater"                | - 日本：2008年10月15日 | - 日本：2008年12月11日 | - 日本：2009年5月13日  | - 北美：2009年9月7日 - 欧洲：2009年9月11日 - 日本：2009年9月29日 |
|                                                 | "The Crystals: The Planet Eater"                | - 日本：2008年11月19日 | - 日本：2009年1月15日  | - 日本：2009年6月3日   | - 北美：2009年9月7日 - 欧洲：2009年9月11日 - 日本：2009年9月29日 |
|                                                 | "The Crystals: The Planet Eater"                | - 日本：2008年12月24日 | - 日本：2009年2月12日  | - 日本：2009年6月24日  | - 北美：2009年9月7日 - 欧洲：2009年9月11日 - 日本：2009年9月29日 |

## 评价
2008年8月1日，Square Enix公司发布新闻稿，宣布《最终幻想IV The After -月之归还-》在发售后的前五个月里下载量已达到100万份（不包括免费下载的序篇）。截至2010年12月10日，付费下载量已经超过了450萬份。
评论者一般给予WiiWare移植版好评，游戏在GameRankings的汇总得分为75%。IGN给游戏8/10分，称剧情“引人入胜而神秘”，并提到了游戏玩法、图形和演出虽然“过时”，但却是其“吸引力的一部分”。然而GameSpot只给游戏发了5.5/10分，称其“故事叙述脱节且创作简陋”，遇敌率过高，并批评音乐、图形、环境和情节内容“反复利用”.。Kotaku的贾森·施赖埃尔也给游戏相当负面的评论，称其为“最糟糕的最终幻想游戏”。《The After Years》或《任天堂力量》的年度游戏和年度Wii游戏提名。